# LI Puchar Gordona Bennetta (balonowy)
51 Puchar Gordona Bennetta – zawody balonów wolnych o Puchar Gordona Bennetta zorganizowane w Brukseli w Belgii. Start miał nastąpić 13 września 2007 roku.

## Uczestnicy
Wyniki zawodów.
| Lp. | Balon                  | Załoga Pilot Pomocnik pilota              | Kraj              |
| --- | ---------------------- | ----------------------------------------- | ----------------- |
| 1.  | D-OAVB Albert          | Phillipe de Cock Ronny van Havere         | Belgia            |
| 2.  | D-OBYN Miche           | Benoît Siméons Bob Berben                 | Belgia            |
| 3.  | F-PPSE Golden Eyes     | Vincent Leys Sébastien Rolland            | Francja           |
| 4.  | D-OBCW                 | David Hempleman-Adams Jordan Rovers-Scott | Wielka Brytania   |
| 5.  | D-OCOL Pirat           | Janet Folkes Ann Rich                     | Wielka Brytania   |
| 6.  | D-OWBI Columbus V      | Wilhelm Eimers Ulrich Seel                | Niemcy            |
| 7.  | D-OWBA Deutschland II  | Tomas Hora Volker Loeschhorn              | Niemcy            |
| 8.  | D-OWNT                 | Dominik Haggeney Astrid Gerhardt          | Niemcy            |
| 9.  | PH-KTS Festo Flyer     | Rien Jurg Ron van Houten                  | Holandia          |
| 10. | D-OCFT Kandersteg      | Max Krebs Walter Vollenweider             | Szwajcaria        |
| 11. | HB-QHP Ajoie           | Christian Stoll Walter Mattenberger       | Szwajcaria        |
| 12. | N801NM Doggy           | Richard Abruzzo Carol Rymer-Davis         | Stany Zjednoczone |
| 13. | D-OWML Münsterland     | Brian Critelli Phillip Macnutt            | Stany Zjednoczone |
| 14. | D-ORZL Nicaero Nautilo | Mark Sullivan Cheryl White                | Stany Zjednoczone |